# Grabin (Ostróda)
Grabin (deutsch Groß Gröben, 1928 bis 1945 Gröben) ist ein Ort in der polnischen Woiwodschaft Ermland-Masuren. Es gehört zur Gmina Ostróda (Landgemeinde Osterode in Ostpreußen) im Powiat Ostródzki (Kreis Osterode in Ostpreußen).

## Geographische Lage
Grabin liegt an den Flüssen Drewenz (polnisch Drwęca) und Grabnica (Grabiczek) im Westen der Woiwodschaft Ermland-Masuren, sieben Kilometer südöstlich der Kreisstadt Ostróda (deutsch Osterode in Ostpreußen).

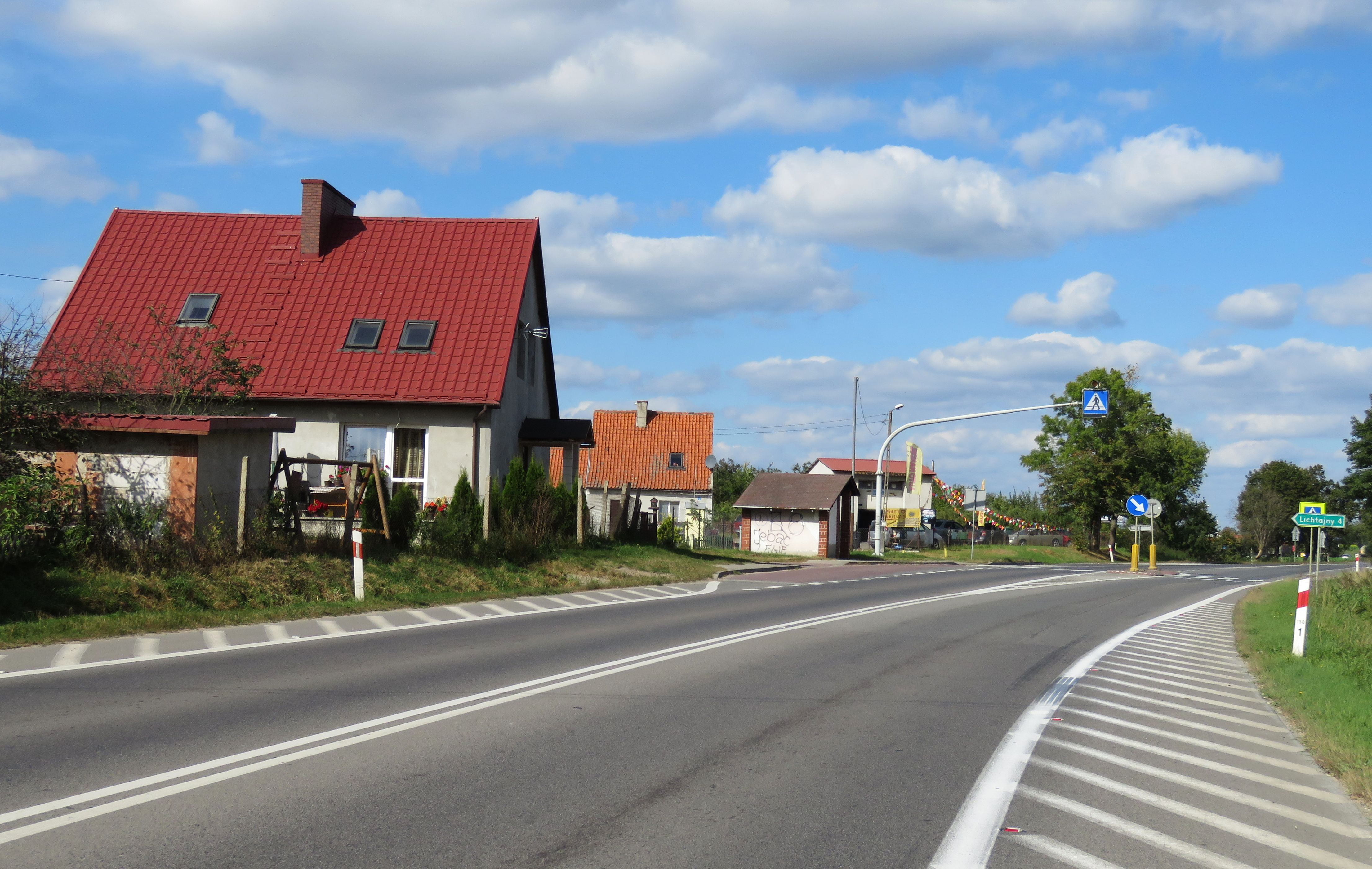
Ortsdurchfahrt Grabin

## Geschichte
Johannes von Otatsch (oder Oletz, Otatz?) erhielt 1325 aus den Händen des Komturs von Christburg (polnisch Dzierzgoń), Luther von Braunschweig, 400 Hufen Land. Dieser Ritter von Otatsch – er stammte wohl vom Gut Ottotschen (polnisch Otoczyn) aus dem Kreis Marienwerder – übertrug davon 40 Hufen mit dem Auftrag der Besiedlung an den Schulzen Albert in Grobin. Der Name des Ortes hat wohl seinen Ursprung in dem 1325 erwähnten „burcwal grebisco“ auf dem Schlossberg bei Klein Gröben (polnisch Grabinek).
Groß Gröben – bestehend aus Dorf und Gut – kam 1874 zum Amtsbezirk Döhringen (polnisch Durąg) im Kreis Osterode in Ostpreußen. Im Jahre 1910 zählte Groß Gröben 252 Einwohner, von denen 112 zur Landgemeinde und 140 zum Gutsbezirk gehörten.
Im Jahre 1879 entstand der spätklassizistische, zweistöckige Bau des Gutshauses Groß Gröben, dessen Gestaltung gewisse Ähnlichkeiten zum Schloss Klein Beynuhnen in Beynuhnen (heute russisch Uljanowskoje) im Kreis Angerapp (Darkehmen) aufweist.
Am 28. Dezember 1927 schloss sich die Landgemeinde Groß Gröben mit dem Gutsbezirk Klein Gröben im Amtsbezirk Kraplau zur neuen Landgemeinde „Gröben“ zusammen und wechselte in diesen Amtsbezirk, und am 30. September 1928 wurde der Gutsbezirk Groß Gröben in die Landgemeinde Gröben im Amtsbezirk Kraplau umgegliedert. Die Zahl der Einwohner der „neuen“  Gemeinde Gröben belief sich 1933 auf 475 und 1939 auf 493.
In Kriegsfolge wurde das gesamte südliche Ostpreußen 1945 an Polen überstellt. Groß Gröben bzw. Gröben erhielt die polnische Namensform „Grabin“ und ist heute mit dem Sitz eines Schulzenamts (polnisch Sołectwo) eine Ortschaft innerhalb der Landgemeinde Ostróda (Osterode i. Ostpr.) im Powiat Ostródzki (Kreis Osterode in Ostpreußen), bis 1998 der Woiwodschaft Olsztyn, seither der Woiwodschaft Ermland-Masuren zugehörig.

## Kirche
Bis 1945 war (Groß) Gröben in die evangelische Kirche Döhringen (polnisch Durąg) in der Kirchenprovinz Ostpreußen der Kirche der Altpreußischen Union, außerdem in die römisch-katholische Kirche Osterode eingepfarrt. Heute gehört Grabin katholischerseits zur Kirche Durąg im Erzbistum Ermland. Die evangelischen Einwohner orientieren sich zur evangelisch-methodistischen Kirche Kraplewo bzw. zur evangelisch-augsburgischen Kirche in Ostróda.

## Verkehr
Grabin liegt an einem Abschnitt der einstigen deutschen Reichsstraße 130 zwischen Ostróda und Rychnowo (Reichenau). Vom Nachbarort Lichtajny (Lichteinen) führt eine untergeordnete Straßenverbindung über Grabinek (Klein Gröben) nach Grabin.
Eine Bahnanbindung besteht nicht.